# 吲哚-3-乙酸
吲哚-3-乙酸（英語：indole-3-acetic acid），简称吲哚乙酸（英語：indoleacetic acid），又稱萮乙酸，缩写为IAA，是一种杂环化合物。它属于一类重要的植物激素——生长素。这种无色的固体很可能是最重要的植物生长素。它是吲哚的衍生物，是在吲哚环上加上羧甲基后得到的物质。

## 合成
吲哚乙酸在植物的叶芽和嫩叶等分生组织中广泛存在。植物细胞使用色氨酸来合成吲哚乙酸。
吲哚乙酸也可以用化学方法合成。在250℃时，吲哚与乙醇酸在碱的存在下反应，可以得到吲哚乙酸：
从最早的用3-吲哚乙腈合成吲哚乙酸的方法开始，人们已经发展出多种合成吲哚乙酸的方法。

## 生物活性与相关化合物
正如所有的生长素一样，吲哚乙酸有着多种生物功效，包括促进细胞伸长和细胞分化，进而促进植物的生长与发育。为了满足园艺上的需要，人们合成了更加便宜，同时在代谢上也更稳定的合成的生长素类似物，如吲哚-3-丁酸（IBA）和1-萘乙酸（NAA）。
19世纪40年代对吲哚乙酸的研究带来了氯苯氧基类除草剂的迅速发展，这类除草剂中比较典型的包括2,4-二氯苯氧乙酸（2,4-D）和2,4,5-三氯苯氧乙酸（2,4,5-T）。与吲哚丁酸和α-萘乙酸相似，不管是代谢上还是环境上，它们都是更稳定的生长素类似物。不过，当人们将这些物质喷到双子叶植物表面时，它们能使这些植物的生长变得十分迅速而且失去控制，最终将植物杀死。这些除草剂最早的应用见于1946年，并在20世纪50年代中期得到广泛的应用。